# Kateřina Siniaková
Kateřina Siniaková (ur. 10 maja 1996 w Hradcu Králové) – czeska tenisistka, zwyciężczyni French Open 2018, 2021 i 2024, Wimbledonu 2018, 2022 i 2024, Australian Open 2022 i 2023 oraz US Open 2022 w grze podwójnej kobiet, Wimbledonu 2025 w grze mieszanej, mistrzyni juniorskich French Open, Wimbledonu i US Open w grze podwójnej oraz finalistka Australian Open w grze pojedynczej z 2013 roku, finalistka US Open 2017 i Australian Open 2021 w grze podwójnej kobiet, złota medalistka igrzysk olimpijskich z Tokio (2020) w grze podwójnej i z Paryża (2024) w grze mieszanej, medalistka olimpijskiego festiwalu młodzieży Europy. Liderka deblowego rankingu tenisistek.

## Kariera tenisowa
W czerwcu 2012 roku wygrała swój pierwszy turniej rangi ITF w grze podwójnej. Podczas juniorskiego US Open 2012 dotarła do trzeciej rundy, w której przegrała z Anett Kontaveit. Trzy tygodnie później po raz drugi wystąpiła w seniorskich rozgrywkach singlowych, podczas turnieju o puli na gród 10 000 $ w Pradze. Jako zawodniczka z dziką kartą, dotarła do ćwierćfinału, gdzie uległa 2:6, 4:6 Magdzie Linette. W październiku triumfowała w dużym turnieju juniorskim w Osace. Na koniec roku doszła do finału Orange Bowl, w którym uległa Anie Konjuh 3:6, 2:6.
W styczniu 2013 roku dotarła do finału juniorskiego Australian Open 2013. W finale ponownie przegrała z Aną Konjuh – tym razem mecz zakończył się wynikiem 3:6, 4:6. Na początku marca odniosła pierwsze turniejowe zwycięstwo w karierze – podczas imprezy o puli nagród 10 000 $ we Frauenfeld pokonała w finale Kathinkę von Deichmann z Liechtensteinu 6:3, 4:6, 6:4. Tydzień później otrzymała dziką kartę do kwalifikacji turnieju w Miami. Po pokonaniu Mandy Minelli i Alexy Glatch, po raz pierwszy pojawiła się w głównej drabince turnieju WTA. W meczu pierwszej rundy uległa Garbiñe Muguruzie 2:6, 6:3, 4:6. W kolejnym tygodniu dotarła do półfinału turnieju o puli nagród 50 000 $ w Osprey, pokonując po drodze trzy zawodniczki z pierwszej dwusetki rankingu – Alexandrę Cadanțu, Irinę Falconi i Martę Sirotkinę. W meczu 1/2 finału uległa Marianie Duque Mariño 3:6, 1:6. W czerwcu 2013 zwyciężyła w juniorskich zawodach deblowych podczas French Open. W meczu mistrzowskim razem z Barborą Krejčíkovą pokonały 7:5, 6:2 Doménicę González i Beatriz Haddad Maię. Miesiąc później Czeszki triumfowały także na Wimbledonie, wygrywając w finale 6:3, 6:1 z Anheliną Kalininą i Iryną Szymanowicz. Reprezentantki Czech zwyciężyły także podczas US Open. W finale pokonały Belindę Bencic i Sarę Sorribes Tormo wynikiem 6:3, 6:4.
Pierwszy finał zawodów gry podwójnej cyklu WTA Tour osiągnęła w 2014 roku w Stanford, gdzie występowała w parze z Paulą Kanią. Debel przegrał w nim 2:6, 6:4, 5–10 z Garbiñe Muguruzą i Carlą Suárez Navarro. Po raz pierwszy turniejowe zwycięstwo odniosła w Taszkencie razem z Aleksandrą Krunić, pokonawszy parę Margarita Gasparian–Aleksandra Panowa 6:2, 6:1. Pod koniec sezonu wspólnie z Renatą Voráčovą triumfowały w zawodach rangi WTA 125K series w Limoges, gdzie pokonały w meczu mistrzowskim Tímeę Babos oraz Kristinę Mladenovic 2:6, 6:2, 10–5.
W sezonie 2015 Siniaková razem z Belindą Bencic wygrały rozgrywki w Pradze, pokonując w ostatnim meczu Katerynę Bondarenko i Evę Hrdinovą wynikiem 6:2, 6:2. W tym samym roku razem z Wierą Duszewiną osiągnęła finał zawodów w Taszkencie.
W 2017 roku razem z Lucie Hradecką osiągnęła pięć finałów deblowych – w Tajpej, Indian Wells, Charleston, Pradze i podczas wielkoszlemowego US Open, gdzie Czeszki uległy Chan Yung-jan i Martinie Hingis 3:6, 2:6.
W 2023 roku zwyciężyła w turnieju w Bad Homburg vor der Höhe, wygrywając w finale z Lucią Bronzetti 6:2, 7:6(5).

## Historia występów wielkoszlemowych
Legenda
     W, wygrany turniej
     F, przegrana w finale
     SF, przegrana w półfinale
     QF, przegrana w ćwierćfinale
     xR, przegrana w x rundzie
     A, brak startu
     NH, turniej nie odbył się

### Występy w grze pojedynczej
| Australian Open        | A    | A   | 1R | 2R  | 1R | 1R | 2R | 1R | 1R | 1R | 1R | 1R | 2R | 1R | 0 / 12 | 3 – 12  |  |  |  |  |  |  |  |  |  |  |
| French Open            | A    | A   | Q2 | 1R  | 1R | 1R | 3R | 4R | 3R | 3R | 2R | 1R | 2R | 1R | 0 / 11 | 11 – 11 |  |  |  |  |  |  |  |  |  |  |
| Wimbledon              | A    | A   | Q1 | 1R  | 3R | 1R | 3R | 2R | NH | 3R | 1R | 2R | 2R | 2R | 0 / 10 | 10 – 10 |  |  |  |  |  |  |  |  |  |  |
| US Open                | A    | A   | Q3 | 1R  | 2R | 1R | 3R | 1R | 1R | 2R | 2R | 1R | 1R |    | 0 / 10 | 5 – 10  |  |  |  |  |  |  |  |  |  |  |
|                        |      |     |    |     |    |    |    |    |    |    |    |    |    |    |        |         |  |  |  |  |  |  |  |  |  |  |
| Ranking na koniec roku | 1068 | 211 | 74 | 108 | 49 | 49 | 31 | 58 | 64 | 49 | 47 | 45 | 46 |    | 0 / 43 | 29 – 43 |  |  |  |  |  |  |  |  |  |  |

### Występy w grze podwójnej
| Australian Open        | A    | A   | A  | 1R | 1R | 1R | 3R | QF | SF | F  | W | W  | SF | W  | 3 / 11  | 36 – 8   |  |  |  |  |  |  |  |  |  |  |  |
| French Open            | A    | A   | A  | 3R | SF | SF | W  | 1R | SF | W  | A | 1R | W  | QF | 3 / 10  | 35 – 7   |  |  |  |  |  |  |  |  |  |  |  |
| Wimbledon              | A    | A   | A  | 2R | 1R | 3R | W  | SF | NH | QF | W | A  | W  | SF | 3 / 9   | 30 – 6   |  |  |  |  |  |  |  |  |  |  |  |
| US Open                | A    | A   | A  | 1R | QF | F  | SF | 1R | 2R | 1R | W | 2R | SF |    | 1 / 10  | 23 – 9   |  |  |  |  |  |  |  |  |  |  |  |
|                        |      |     |    |    |    |    |    |    |    |    |   |    |    |    |         |          |  |  |  |  |  |  |  |  |  |  |  |
| Ranking na koniec roku | 1083 | 348 | 86 | 58 | 35 | 13 | 1  | 7  | 8  | 1  | 1 | 10 | 1  |    | 10 / 40 | 124 – 30 |  |  |  |  |  |  |  |  |  |  |  |

### Występy w grze mieszanej
| Australian Open | A | A | A | A | A  | 2R | A  | A | A  | A | 1R | A  | A  | 1R | 0 / 3 | 1 – 2 |  |  |  |  |  |  |  |  |  |  |  |
| French Open     | A | A | A | A | A  | A  | 1R | A | NH | A | A  | A  | 1R | 1R | 0 / 3 | 0 – 3 |  |  |  |  |  |  |  |  |  |  |  |
| Wimbledon       | A | A | A | A | 2R | A  | A  | A | NH | A | A  | A  | A  | W  | 1 / 2 | 6 – 1 |  |  |  |  |  |  |  |  |  |  |  |
| US Open         | A | A | A | A | A  | A  | A  | A | NH | A | A  | 1R | 2R |    | 0 / 2 | 1 – 2 |  |  |  |  |  |  |  |  |  |  |  |
|                 |   |   |   |   |    |    |    |   |    |   |    |    |    |    |       |       |  |  |  |  |  |  |  |  |  |  |  |
|                 |   |   |   |   |    |    |    |   |    |   |    |    |    |    | 1 / 9 | 8 – 8 |  |  |  |  |  |  |  |  |  |  |  |

## Finały turniejów WTA
| Legenda                     | Legenda |
| --------------------------- | ------- |
| Wielki Szlem                |         |
| Igrzyska olimpijskie        |         |
| WTA Tour Championships      |         |
| 2009 – 2020                 |         |
| WTA Premier Mandatory       |         |
| WTA Premier 5               |         |
| WTA Premier                 |         |
| WTA International Series    |         |
| WTA 125K series (2012–2020) |         |
| od 2021                     |         |
| WTA 1000 (obowiązkowe)      |         |
| WTA 1000 (nieobowiązkowe)   |         |
| WTA 500                     |         |
| WTA 250                     |         |
| WTA 125                     |         |

### Gra pojedyncza 10 (5–5)
| Końcowy wynik | Nr | Data                 | Turniej                  | Nawierzchnia | Przeciwniczka      | Wynik finału        |
| ------------- | -- | -------------------- | ------------------------ | ------------ | ------------------ | ------------------- |
| Finalistka    | 1. | 24 lipca 2016        | Båstad                   | Ceglana      | Laura Siegemund    | 5:7, 1:6            |
| Finalistka    | 2. | 18 września 2016     | Tokio                    | Twarda       | Christina McHale   | 6:3, 4:6, 4:6       |
| Zwyciężczyni  | 1. | 7 stycznia 2017      | Shenzhen                 | Twarda       | Alison Riske       | 6:3, 6:4            |
| Zwyciężczyni  | 2. | 30 lipca 2017        | Båstad                   | Ceglana      | Caroline Wozniacki | 6:3, 6:4            |
| Finalistka    | 3. | 6 stycznia 2018      | Shenzhen                 | Twarda       | Simona Halep       | 1:6, 6:2, 0:6       |
| Finalistka    | 4. | 26 czerwca 2021      | Bad Homburg vor der Höhe | Trawiasta    | Angelique Kerber   | 3:6, 2:6            |
| Zwyciężczyni  | 3. | 18 września 2022     | Portorož                 | Twarda       | Jelena Rybakina    | 6:7(4), 7:6(5), 6:4 |
| Zwyciężczyni  | 4. | 1 lipca 2023         | Bad Homburg vor der Höhe | Trawiasta    | Lucia Bronzetti    | 6:2, 7:6(5)         |
| Finalistka    | 5. | 15 października 2023 | Hongkong                 | Twarda       | Leylah Fernandez   | 6:3, 4:6, 4:6       |
| Zwyciężczyni  | 5. | 22 października 2023 | Nanchang                 | Twarda       | Marie Bouzková     | 1:6, 7:6(5), 7:6(4) |

### Gra podwójna 48 (30–18)
| Końcowy wynik | Nr  | Data                 | Turniej         | Nawierzchnia  | Partnerka           | Przeciwniczki                         | Wynik finału      |
| ------------- | --- | -------------------- | --------------- | ------------- | ------------------- | ------------------------------------- | ----------------- |
| Finalistka    | 1.  | 4 sierpnia 2014      | Stanford        | Twarda        | Paula Kania         | Garbiñe Muguruza Carla Suárez Navarro | 2:6, 6:4, 5–10    |
| Zwyciężczyni  | 1.  | 13 września 2014     | Taszkent        | Twarda        | Aleksandra Krunić   | Margarita Gasparian Aleksandra Panowa | 6:2, 6:1          |
| Zwyciężczyni  | 2.  | 1 maja 2015          | Praga           | Ceglana       | Belinda Bencic      | Kateryna Bondarenko Eva Hrdinová      | 6:2, 6:2          |
| Finalistka    | 2.  | 3 października 2015  | Taszkent        | Twarda        | Wiera Duszewina     | Margarita Gasparian Aleksandra Panowa | 1:6, 6:3, 3–10    |
| Finalistka    | 3.  | 5 lutego 2017        | Tajpej          | Twarda (hala) | Lucie Hradecká      | Chan Hao-ching Chan Yung-jan          | 4:6, 2:6          |
| Finalistka    | 4.  | 18 marca 2017        | Indian Wells    | Twarda        | Lucie Hradecká      | Chan Yung-jan Martina Hingis          | 6:7(4), 2:6       |
| Finalistka    | 5.  | 9 kwietnia 2017      | Charleston      | Ceglana       | Lucie Hradecká      | Bethanie Mattek-Sands Lucie Šafářová  | 1:6, 6:4, 7–10    |
| Finalistka    | 6.  | 5 maja 2017          | Praga           | Ceglana       | Lucie Hradecká      | Anna-Lena Grönefeld Květa Peschke     | 4:6, 6:7(3)       |
| Finalistka    | 7.  | 10 września 2017     | US Open         | Twarda        | Lucie Hradecká      | Chan Yung-jan Martina Hingis          | 3:6, 2:6          |
| Finalistka    | 8.  | 6 stycznia 2018      | Shenzhen        | Twarda        | Barbora Krejčíková  | Irina-Camelia Begu Simona Halep       | 6:1, 1:6, 8–10    |
| Finalistka    | 9.  | 1 kwietnia 2018      | Miami           | Twarda        | Barbora Krejčíková  | Ashleigh Barty Coco Vandeweghe        | 2:6, 1:6          |
| Zwyciężczyni  | 3.  | 10 czerwca 2018      | French Open     | Ceglana       | Barbora Krejčíková  | Eri Hozumi Makoto Ninomiya            | 6:3, 6:3          |
| Zwyciężczyni  | 4.  | 14 lipca 2018        | Wimbledon       | Trawiasta     | Barbora Krejčíková  | Nicole Melichar Květa Peschke         | 6:4, 4:6, 6:0     |
| Finalistka    | 10. | 28 października 2018 | Singapur        | Twarda (hala) | Barbora Krejčíková  | Tímea Babos Kristina Mladenovic       | 4:6, 5:7          |
| Zwyciężczyni  | 5.  | 11 stycznia 2019     | Sydney          | Twarda        | Aleksandra Krunić   | Eri Hozumi Alicja Rosolska            | 6:1, 7:6(3)       |
| Finalistka    | 11. | 16 marca 2019        | Indian Wells    | Twarda        | Barbora Krejčíková  | Elise Mertens Aryna Sabalenka         | 3:6, 2:6          |
| Zwyciężczyni  | 6.  | 11 sierpnia 2019     | Toronto         | Twarda        | Barbora Krejčíková  | Anna-Lena Grönefeld Demi Schuurs      | 7:5, 6:0          |
| Zwyciężczyni  | 7.  | 13 października 2019 | Linz            | Twarda (hala) | Barbora Krejčíková  | Barbara Haas Xenia Knoll              | 6:4, 6:3          |
| Zwyciężczyni  | 8.  | 11 stycznia 2020     | Shenzhen        | Twarda        | Barbora Krejčíková  | Duan Yingying Zheng Saisai            | 6:2, 3:6, 10–4    |
| Finalistka    | 12. | 15 listopada 2020    | Linz            | Twarda (hala) | Lucie Hradecká      | Arantxa Rus Tamara Zidanšek           | 3:6, 4:6          |
| Zwyciężczyni  | 9.  | 7 lutego 2021        | Melbourne       | Twarda        | Barbora Krejčíková  | Chan Hao-ching Latisha Chan           | 6:3, 7:6(4)       |
| Finalistka    | 13. | 19 lutego 2021       | Australian Open | Twarda        | Barbora Krejčíková  | Elise Mertens Aryna Sabalenka         | 2:6, 3:6          |
| Zwyciężczyni  | 10. | 8 maja 2021          | Madryt          | Ceglana       | Barbora Krejčíková  | Gabriela Dabrowski Demi Schuurs       | 6:4, 6:3          |
| Zwyciężczyni  | 11. | 13 czerwca 2021      | French Open     | Ceglana       | Barbora Krejčíková  | Bethanie Mattek-Sands Iga Świątek     | 6:4, 6:2          |
| Zwyciężczyni  | 12. | 1 sierpnia 2021      | Tokio           | Twarda        | Barbora Krejčíková  | Belinda Bencic Viktorija Golubic      | 7:5, 6:1          |
| Zwyciężczyni  | 13. | 23 października 2021 | Moskwa          | Twarda        | Jeļena Ostapenko    | Nadija Kiczenok Raluca Olaru          | 6:2, 4:6, 10–8    |
| Zwyciężczyni  | 14. | 17 listopada 2021    | Guadalajara     | Twarda        | Barbora Krejčíková  | Hsieh Su-wei Elise Mertens            | 6:3, 6:4          |
| Zwyciężczyni  | 15. | 9 stycznia 2022      | Melbourne       | Twarda        | Bernarda Pera       | Tereza Martincová Majar Szarif        | 6:2, 6:7(7), 10–5 |
| Zwyciężczyni  | 16. | 30 stycznia 2022     | Australian Open | Twarda        | Barbora Krejčíková  | Anna Danilina Beatriz Haddad Maia     | 6:7(3), 6:4, 6:4  |
| Zwyciężczyni  | 17. | 19 czerwca 2022      | Berlin          | Trawiasta     | Storm Sanders       | Alizé Cornet Jil Teichmann            | 6:4, 6:3          |
| Zwyciężczyni  | 18. | 10 lipca 2022        | Wimbledon       | Trawiasta     | Barbora Krejčíková  | Elise Mertens Zhang Shuai             | 6:2, 6:4          |
| Zwyciężczyni  | 19. | 11 września 2022     | US Open         | Twarda        | Barbora Krejčíková  | Catherine McNally Taylor Townsend     | 3:6, 7:5, 6:1     |
| Zwyciężczyni  | 20. | 9 października 2022  | Monastyr        | Twarda        | Kristina Mladenovic | Miyu Katō Angela Kulikov              | 6:2, 6:0          |
| Finalistka    | 14. | 7 listopada 2022     | Fort Worth      | Twarda (hala) | Barbora Krejčíková  | Wieronika Kudiermietowa Elise Mertens | 2:6, 6:4, 9–11    |
| Finalistka    | 15. | 8 stycznia 2023      | Adelaide        | Twarda        | Storm Hunter        | Asia Muhammad Taylor Townsend         | 2:6, 6:7(2)       |
| Zwyciężczyni  | 21. | 29 stycznia 2023     | Australian Open | Twarda        | Barbora Krejčíková  | Shūko Aoyama Ena Shibahara            | 6:4, 6:3          |
| Zwyciężczyni  | 22. | 19 marca 2023        | Indian Wells    | Twarda        | Barbora Krejčíková  | Beatriz Haddad Maia Laura Siegemund   | 6:1, 6:7(3), 10-7 |
| Finalistka    | 16. | 25 czerwca 2023      | Berlin          | Trawiasta     | Markéta Vondroušová | Caroline Garcia Luisa Stefani         | 6:4, 6:7(8), 4–10 |
| Zwyciężczyni  | 23. | 16 września 2023     | San Diego       | Twarda        | Barbora Krejčíková  | Danielle Collins Coco Vandeweghe      | 6:1, 6:4          |
| Zwyciężczyni  | 24. | 24 lutego 2024       | Dubaj           | Twarda        | Storm Hunter        | Nicole Melichar-Martinez Ellen Perez  | 6:4, 6:2          |
| Finalistka    | 17. | 16 marca 2024        | Indian Wells    | Twarda        | Storm Hunter        | Hsieh Su-wei Elise Mertens            | 3:6, 4:6          |
| Zwyciężczyni  | 25. | 9 czerwca 2024       | French Open     | Ceglana       | Coco Gauff          | Sara Errani Jasmine Paolini           | 7:6(5), 6:3       |
| Zwyciężczyni  | 26. | 14 lipca 2024        | Wimbledon       | Trawiasta     | Taylor Townsend     | Gabriela Dabrowski Erin Routliffe     | 7:6(5), 7:6(1)    |
| Zwyciężczyni  | 27. | 26 lipca 2024        | Praga           | Ceglana       | Barbora Krejčíková  | Bethanie Mattek-Sands Lucie Šafářová  | 6:3, 6:3          |
| Zwyciężczyni  | 28. | 27 października 2024 | Kanton          | Twarda        | Zhang Shuai         | Katarzyna Piter Fanny Stollár         | 6:4, 6:1          |
| Finalistka    | 18. | 9 listopada 2024     | Rijad           | Twarda (hala) | Taylor Townsend     | Gabriela Dabrowski Erin Routliffe     | 5:7, 3:6          |
| Zwyciężczyni  | 29. | 26 stycznia 2025     | Australian Open | Twarda        | Taylor Townsend     | Hsieh Su-wei Jeļena Ostapenko         | 6:2, 6:7(4), 6:3  |
| Zwyciężczyni  | 30. | 22 lutego 2025       | Dubaj           | Twarda        | Taylor Townsend     | Hsieh Su-wei Jeļena Ostapenko         | 7:6(5), 6:4       |

### Gra mieszana 2 (2–0)
| Końcowy wynik | Nr | Data            | Turniej   | Nawierzchnia | Partner      | Przeciwnicy                 | Wynik finału   |
| ------------- | -- | --------------- | --------- | ------------ | ------------ | --------------------------- | -------------- |
| Zwyciężczyni  | 1. | 2 sierpnia 2024 | Paryż     | Ceglana      | Tomáš Macháč | Wang Xinyu Zhang Zhizhen    | 6:2, 5:7, 10–8 |
| Zwyciężczyni  | 2. | 10 lipca 2025   | Wimbledon | Trawiasta    | Sem Verbeek  | Luisa Stefani Joe Salisbury | 7:6(3), 7:6(3) |

## Finały turniejów WTA 125

### Gra pojedyncza 2 (2–0)
| Końcowy wynik | Nr | Data         | Turniej  | Nawierzchnia | Przeciwniczka     | Wynik finału  |
| ------------- | -- | ------------ | -------- | ------------ | ----------------- | ------------- |
| Zwyciężczyni  | 1. | 5 maja 2024  | Lleida   | Ceglana      | Majar Szarif      | 6:4, 4:6, 6:3 |
| Zwyciężczyni  | 2. | 2 lipca 2025 | Warszawa | Twarda       | Viktorija Golubic | 6:1, 6:2      |

### Gra podwójna 1 (1–0)
| Końcowy wynik | Nr | Data             | Turniej | Nawierzchnia  | Partnerka       | Przeciwniczki                   | Wynik finału   |
| ------------- | -- | ---------------- | ------- | ------------- | --------------- | ------------------------------- | -------------- |
| Zwyciężczyni  | 1. | 9 listopada 2014 | Limoges | Twarda (hala) | Renata Voráčová | Tímea Babos Kristina Mladenovic | 2:6, 6:2, 10–5 |

## Występy w Turnieju Mistrzyń

### W grze podwójnej
| Rok  | Rezultat     | Partnerka          | Przeciwniczki                                                                                | Wynik                                      |
| 2017 | wycofanie    | Lucie Hradecká     | nie wystąpiły z powodu kontuzji Hradeckiej                                                   | nie wystąpiły z powodu kontuzji Hradeckiej |
| 2018 | Finał        | Barbora Krejčíková | Tímea Babos Kristina Mladenovic                                                              | 4:6, 5:7                                   |
| 2019 | Faza grupowa | Barbora Krejčíková | Gabriela Dabrowski Xu Yifan Hsieh Su-wei Barbora Strýcová Samantha Stosur Zhang Shuai        | 6:4, 6:2 2:6, 6:1, 5–10 3:6, 6:7(7)        |
| 2021 | Zwycięstwo   | Barbora Krejčíková | Hsieh Su-wei Elise Mertens                                                                   | 6:3, 6:4                                   |
| 2022 | Finał        | Barbora Krejčíková | Wieronika Kudiermietowa Elise Mertens                                                        | 2:6, 6:4, 9–11                             |
| 2023 | Faza grupowa | Barbora Krejčíková | Laura Siegemund Wiera Zwonariowa Coco Gauff Jessica Pegula Gabriela Dabrowski Erin Routliffe | 3:6, 7:6(6), 5–10 3:6, 7:5, 10–6 4:6, 5:7  |
| 2024 | Finał        | Taylor Townsend    | Gabriela Dabrowski Erin Routliffe                                                            | 5:7, 3:6                                   |

## Historia występów w turniejach WTA
| W  | = zwycięstwo                   |
| F  | = finał                        |
| SF | = półfinał                     |
| QF | = ćwierćfinał                  |
| xR | = x runda (x – numer rundy)    |
| LQ | = odpadła w kwalifikacjach     |
| A  | = nie uczestniczyła w turnieju |
| NH | = turniej nie odbywał się      |

| a    | Uwzględniono tylko mecze rozegrane w głównej drabince turnieju.                                                                                     |
| b    | Uwzględniono tylko turnieje, w których zawodniczka wystąpiła.                                                                                       |
|      | |
| c    | Statystyki całej kariery uwzględniają wyniki w turniejach WTA, ITF, kwalifikacjach do tych turniejów oraz spotkania rozegrane w Pucharze Federacji. |
|      | |
| Q    | Do turnieju głównego dostała się przez kwalifikacje.                                                                                                |
| P5   | Turniej w danym roku miał rangę WTA Premier 5. |
| P    | Turniej w danym roku miał rangę WTA Premier |
| 1000 | Turniej w danym roku miał rangę WTA 1000. |
| 500  | Turniej w danym roku miał rangę WTA 500. |

### W grze pojedynczej
| Dubaj            | Premier 5/Premier | P             | P             | P             | 1R            | P             | 1R            | P             | 2R            | P             | 1R            | 500           | A             | 1R  | 1R  | 0 / 6  | 1 – 6   |
| Doha             | Premier 5/Premier | A             | A             | A             | P             | LQ            | P             | 1R            | P             | 1R            | 500           | 1R            | 500           | 3R  | A   | 0 / 4  | 2 – 4   |
| Indian Wells     | Premier Mandatory | A             | A             | A             | 2R            | 1R            | 3R            | 2R            | 1R            | NH            | 2R            | 2R            | 2R            | 2R  | 3R  | 0 / 10 | 10 – 10 |
| Miami            | Premier Mandatory | A             | 1R            | A             | 1R            | LQ            | 1R            | 1R            | 2R            | NH            | 1R            | 3R            | 1R            | 2R  | 2R  | 0 / 10 | 5 – 10  |
| Madryt           | Premier Mandatory | A             | A             | A             | A             | 1R            | 2R            | 1R            | 1R            | NH            | LQ            | 2R            | A             | 1R  | 1R  | 0 / 7  | 2 – 7   |
| Rzym             | Premier 5         | A             | A             | A             | 1R            | A             | 2R            | LQ            | 2R            | 2R            | A             | A             | A             | 2R  | 1R  | 0 / 6  | 4 – 6   |
| Montreal/Toronto | Premier 5         | A             | A             | A             | A             | A             | 2R            | 1R            | 2R            | NH            | 3R            | A             | 1R            | A   | A   | 0 / 5  | 4 – 5   |
| Cincinnati       | Premier 5         | A             | A             | A             | A             | A             | 1R            | 1R            | 1R            | 1R            | A             | LQ            | 1R            | 1R  |     | 0 / 6  | 0 – 6   |
| Guadalajara      | –                 | Nie rozegrano | Nie rozegrano | Nie rozegrano | Nie rozegrano | Nie rozegrano | Nie rozegrano | Nie rozegrano | Nie rozegrano | Nie rozegrano | Nie rozegrano | 2R            | A             | 500 | 500 | 0 / 1  | 1 – 1   |
| Tokio/ Wuhan     | Premier 5         | A             | A             | A             | A             | 2R            | 2R            | QF            | 1R            | Nie rozegrano | Nie rozegrano | Nie rozegrano | Nie rozegrano | 2R  |     | 0 / 5  | 6 – 5   |
| Pekin            | Premier Mandatory | A             | A             | A             | A             | 1R            | 1R            | QF            | 3R            | Nie rozegrano | Nie rozegrano | Nie rozegrano | 1R            | 2R  |     | 0 / 6  | 5 – 6   |
|                  |                   |               |               |               |               |               |               |               |               |               |               |               |               |     |     | 0 / 66 | 40 – 66 |

### W grze podwójnej
| Turniej                    | Kategoria do 2020          | 2012                       | 2013                       | 2014                       | 2015                       | 2016                       | 2017                       | 2018                       | 2019                       | 2020                       | 2021                       | 2022                       | 2023                       | 2024                       | 2025                       | Tytuły                     | Z–Pa                       |                            |                            |                            |                            |                            |                            |                            |                            |                            |                            |
| Mistrzostwa kończące sezon | Mistrzostwa kończące sezon | Mistrzostwa kończące sezon | Mistrzostwa kończące sezon | Mistrzostwa kończące sezon | Mistrzostwa kończące sezon | Mistrzostwa kończące sezon | Mistrzostwa kończące sezon | Mistrzostwa kończące sezon | Mistrzostwa kończące sezon | Mistrzostwa kończące sezon | Mistrzostwa kończące sezon | Mistrzostwa kończące sezon | Mistrzostwa kończące sezon | Mistrzostwa kończące sezon | Mistrzostwa kończące sezon | Mistrzostwa kończące sezon | Mistrzostwa kończące sezon | Mistrzostwa kończące sezon | Mistrzostwa kończące sezon | Mistrzostwa kończące sezon | Mistrzostwa kończące sezon | Mistrzostwa kończące sezon | Mistrzostwa kończące sezon | Mistrzostwa kończące sezon | Mistrzostwa kończące sezon | Mistrzostwa kończące sezon | Mistrzostwa kończące sezon |
| -------------------------- | -------------------------- | -------------------------- | -------------------------- | -------------------------- | -------------------------- | -------------------------- | -------------------------- | -------------------------- | -------------------------- | -------------------------- | -------------------------- | -------------------------- | -------------------------- | -------------------------- | -------------------------- | -------------------------- | -------------------------- | -------------------------- | -------------------------- | -------------------------- | -------------------------- | -------------------------- | -------------------------- | -------------------------- | -------------------------- | -------------------------- | -------------------------- |
| WTA Finals                 | WTA Finals                 | A                          | A                          | A                          | A                          | A                          | A                          | F                          | RR                         | NH                         | W                          | F                          | RR                         | F                          |                            | 1 / 6                      | 17 – 7                     |                            |                            |                            |                            |                            |                            |                            |                            |                            |                            |
| Turnieje WTA 1000          |                            |                            |                            |                            |                            |                            |                            |                            |                            |                            |                            |                            |                            |                            |                            |                            |                            |                            |                            |                            |                            |                            |                            |                            |                            |                            |                            |
| Dubaj                      | Premier 5/Premier          | P                          | P                          | P                          | 2R                         | P                          | 1R                         | P                          | QF                         | P                          | QF                         | 500                        | A                          | W                          | W                          | 2 / 6                      | 10 – 4                     |                            |                            |                            |                            |                            |                            |                            |                            |                            |                            |
| Doha                       | Premier 5/Premier          | A                          | A                          | A                          | P                          | 1R                         | P                          | SF                         | P                          | SF                         | 500                        | QF                         | 500                        | A                          | A                          | 0 / 4                      | 6 – 4                      |                            |                            |                            |                            |                            |                            |                            |                            |                            |                            |
| Indian Wells               | Premier Mandatory          | A                          | A                          | A                          | A                          | 1R                         | F                          | 2R                         | F                          | NH                         | QF                         | 1R                         | W                          | F                          | SF                         | 1 / 9                      | 23 – 8                     |                            |                            |                            |                            |                            |                            |                            |                            |                            |                            |
| Miami                      | Premier Mandatory          | A                          | A                          | A                          | 1R                         | 1R                         | 1R                         | F                          | 1R                         | NH                         | 2R                         | A                          | A                          | A                          | SF                         | 0 / 7                      | 8 – 7                      |                            |                            |                            |                            |                            |                            |                            |                            |                            |                            |
| Madryt                     | Premier Mandatory          | A                          | A                          | A                          | A                          | 2R                         | QF                         | 2R                         | QF                         | NH                         | W                          | 2R                         | A                          | A                          | A                          | 1 / 6                      | 10 – 5                     |                            |                            |                            |                            |                            |                            |                            |                            |                            |                            |
| Rzym                       | Premier 5                  | A                          | A                          | A                          | A                          | A                          | QF                         | 1R                         | SF                         | QF                         | QF                         | A                          | A                          | QF                         | 1R                         | 0 / 7                      | 9 – 7                      |                            |                            |                            |                            |                            |                            |                            |                            |                            |                            |
| Montreal/Toronto           | Premier 5                  | A                          | A                          | A                          | A                          | A                          | 1R                         | 2R                         | W                          | NH                         | A                          | A                          | 2R                         | A                          | A                          | 1 / 4                      | 3 – 3                      |                            |                            |                            |                            |                            |                            |                            |                            |                            |                            |
| Cincinnati                 | Premier 5                  | A                          | A                          | A                          | A                          | A                          | 1R                         | QF                         | QF                         | 1R                         | SF                         | 2R                         | QF                         | QF                         |                            | 0 / 8                      | 5 – 8                      |                            |                            |                            |                            |                            |                            |                            |                            |                            |                            |
| Guadalajara                | –                          | Nie rozegrano              | Nie rozegrano              | Nie rozegrano              | Nie rozegrano              | Nie rozegrano              | Nie rozegrano              | Nie rozegrano              | Nie rozegrano              | Nie rozegrano              | Nie rozegrano              | SF                         | A                          | 500                        | 500                        | 0 / 1                      | 2 – 1                      |                            |                            |                            |                            |                            |                            |                            |                            |                            |                            |
| Tokio/ Wuhan               | Premier 5                  | A                          | A                          | A                          | A                          | QF                         | 2R                         | 1R                         | 1R                         | Nie rozegrano              | Nie rozegrano              | Nie rozegrano              | Nie rozegrano              | SF                         |                            | 0 / 5                      | 6 – 5                      |                            |                            |                            |                            |                            |                            |                            |                            |                            |                            |
| Pekin                      | Premier Mandatory          | A                          | A                          | A                          | A                          | 2R                         | QF                         | 2R                         | 2R                         | Nie rozegrano              | Nie rozegrano              | Nie rozegrano              | 2R                         | 1R                         |                            | 0 / 6                      | 5 – 6                      |                            |                            |                            |                            |                            |                            |                            |                            |                            |                            |
|                            |                            |                            |                            |                            |                            |                            |                            |                            |                            |                            |                            |                            |                            |                            |                            | 5 / 63                     | 87 – 58                    |                            |                            |                            |                            |                            |                            |                            |                            |                            |                            |

## Finały turniejów ITF
| turnieje z pulą nagród 100 000 $   |
| turnieje z pulą nagród 75/80 000 $ |
| turnieje z pulą nagród 50/60 000 $ |
| turnieje z pulą nagród 25 000 $    |
| turnieje z pulą nagród 15 000 $    |
| turnieje z pulą nagród 10 000 $    |

### Gra pojedyncza 9 (8–1)
| Rezultat     |    | Data       | Turniej    | ($)       | Naw.            | Przeciwniczka          | Wynik            |
| Zwyciężczyni | 1. | 10/03/2013 | Frauenfeld | 10 000    | Dywanowa (hala) | Kathinka von Deichmann | 6:3, 4:6, 6:4    |
| Zwyciężczyni | 2. | 18/08/2013 | Westende   | 25 000    | Twarda          | Kateřina Vaňková       | 6:1, 6:3         |
| Zwyciężczyni | 3. | 06/10/2013 | Budapeszt  | 25 000    | Ceglana         | Alberta Brianti        | 3:6, 6:2, 6:1    |
| Zwyciężczyni | 4. | 17/11/2013 | Zawada     | 25 000    | Dywanowa (hala) | Nina Zander            | 6:1, 6:3         |
| Zwyciężczyni | 5. | 01/06/2014 | Maribor    | 25 000    | Ceglana         | Yvonne Neuwirth        | 6:1, 7:5         |
| Zwyciężczyni | 6. | 02/11/2014 | Nantes     | 50 000    | Twarda (hala)   | Ons Jabeur             | 7:5, 6:2         |
| Zwyciężczyni | 7. | 15/05/2016 | Trnawa     | 100 000   | Ceglana         | Anastasija Sevastova   | 7:6(4), 5:7, 6:0 |
| Finalistka   | 1. | 13/12/2020 | Dubaj      | 100 000+H | Twarda          | Sorana Cîrstea         | 6:4, 3:6, 3:6    |
| Zwyciężczyni | 8. | 07/08/2022 | Kozerki    | 100 000   | Twarda          | Magda Linette          | 6:4, 6:1         |

### Gra podwójna 7 (4–3)
| Rezultat     |    | Data       | Turniej           | ($)      | Naw.          | Partnerka          | Przeciwniczki                              | Wynik              |
| Zwyciężczyni | 1. | 11/06/2012 | Jablonec nad Nysą | 10 000   | Ceglana       | Wiktorija Kan      | Martina Borecká Petra Krejsová             | 6:4, 6:3           |
| Zwyciężczyni | 2. | 23/06/2013 | Lenzerheide       | 25 000   | Ceglana       | Belinda Bencic     | Wieronika Kudiermietowa Diāna Marcinkēviča | 6:0, 6:2           |
| Finalistka   | 1. | 04/08/2013 | Bad Saulgau       | 25 000   | Ceglana       | Barbora Krejčíková | Laura Ioana Andrei Elena Bogdan            | 7:6(11), 4:6, 8–10 |
| Zwyciężczyni | 3. | 11/08/2013 | Hechingen         | 25 000   | Ceglana       | Barbora Krejčíková | Laura Ioana Andrei Laura Thorpe            | 6:1, 6:4           |
| Finalistka   | 2. | 23/11/2013 | Szarm el-Szejk    | 75 000+H | Ceglana       | Anna Morgina       | Timea Bacsinszky Kristina Barrois          | 7:6(5), 0:6, 4–10  |
| Zwyciężczyni | 4. | 01/06/2014 | Maribor           | 25 000   | Ceglana       | Barbora Krejčíková | Cindy Burger Daniela Seguel                | 6:0, 6:1           |
| Finalistka   | 3. | 08/11/2015 | Nantes            | 50 000   | Twarda (hala) | Renata Voráčová    | Lenka Kunčíková Karolína Stuchlá           | 4:6, 2:6           |

## Występy w igrzyskach olimpijskich

### Gra pojedyncza
| Runda                                                                   | Przeciwniczka        | Wynik       |
| ----------------------------------------------------------------------- | -------------------- | ----------- |
|                                                                         |                      |             |
| Letnie Igrzyska Olimpijskie w Paryżu 2024, reprezentując państwo Czechy |                      |             |
| I runda                                                                 | Francja: Clara Burel | 6:7(3), 4:6 |

### Gra podwójna
| Runda                                                                   | Partnerka              | Przeciwniczki                                                          | Wynik          |
| ----------------------------------------------------------------------- | ---------------------- | ---------------------------------------------------------------------- | -------------- |
|                                                                         |                        |                                                                        |                |
| Letnie Igrzyska Olimpijskie w Tokio 2020, reprezentując państwo Czechy  |                        |                                                                        |                |
| I runda                                                                 | Barbora Krejčíková [1] | Chińskie Tajpej: Hsieh Yu-chieh / Hsu Chieh-yu                         | 6:2, 6:1       |
| II runda                                                                | Barbora Krejčíková [1] | Hiszpania: Paula Badosa / Sara Sorribes Tormo                          | 6:2, 5:7, 10–5 |
| Ćwierćfinał                                                             | Barbora Krejčíková [1] | Australia: Ashleigh Barty / Storm Sanders [6]                          | 3:6, 6:4, 10–7 |
| Półfinał                                                                | Barbora Krejčíková [1] | Rosyjski Komitet Olimpijski: Wieronika Kudiermietowa / Jelena Wiesnina | 6:3, 3:6, 10–6 |
| O złoty medal                                                           | Barbora Krejčíková [1] | Szwajcaria: Belinda Bencic / Viktorija Golubic                         | 7:5, 6:1       |
|                                                                         |                        |                                                                        |                |
| Letnie Igrzyska Olimpijskie w Paryżu 2024, reprezentując państwo Czechy |                        |                                                                        |                |
| I runda                                                                 | Barbora Krejčíková [2] | Chińskie Tajpej: Chan Hao-ching / Latisha Chan [PR]                    | 6:4, 6:0       |
| II runda                                                                | Barbora Krejčíková [2] | Japonia: Shūko Aoyama / Ena Shibahara                                  | 7:5, 6:4       |
| Ćwierćfinał                                                             | Barbora Krejčíková [2] | Indywidualni sportowcy neutralni: Mirra Andriejewa / Diana Sznajder    | 1:6, 5:7       |

### Gra mieszana
| Runda                                                                   | Partner      | Przeciwnicy                                        | Wynik          |
| ----------------------------------------------------------------------- | ------------ | -------------------------------------------------- | -------------- |
|                                                                         |              |                                                    |                |
| Letnie Igrzyska Olimpijskie w Paryżu 2024, reprezentując państwo Czechy |              |                                                    |                |
| I runda                                                                 | Tomáš Macháč | Niemcy: Laura Siegemund / Alexander Zverev [1]     | 6:4, 7:5       |
| Ćwierćfinał                                                             | Tomáš Macháč | Japonia: Ena Shibahara / Kei Nishikori [PR]        | 7:5, 6:2       |
| Półfinał                                                                | Tomáš Macháč | Kanada: Gabriela Dabrowski / Félix Auger-Aliassime | 6:3, 6:3       |
| O złoty medal                                                           | Tomáš Macháč | Chiny: Wang Xinyu / Zhang Zhizhen [Alt]            | 6:2, 5:7, 10–8 |

## Finały wielkoszlemowych turniejów juniorskich

### Gra pojedyncza (1)
| Końcowy wynik | Rok  | Turniej         | Nawierzchnia | Przeciwniczka | Wynik finału |
| Finalistka    | 2013 | Australian Open | Twarda       | Ana Konjuh    | 3:6, 4:6     |

### Gra podwójna (3)
| Końcowy wynik | Rok  | Turniej     | Nawierzchnia | Partnerka          | Przeciwniczki                         | Wynik finału |
| Zwyciężczyni  | 2013 | French Open | Ceglana      | Barbora Krejčíková | Doménica González Beatriz Haddad Maia | 7:5, 6:2     |
| Zwyciężczyni  | 2013 | Wimbledon   | Trawiasta    | Barbora Krejčíková | Anhelina Kalinina Iryna Szymanowicz   | 6:3, 6:1     |
| Zwyciężczyni  | 2013 | US Open     | Twarda       | Barbora Krejčíková | Belinda Bencic Sara Sorribes Tormo    | 6:3, 6:4     |